# レーカー
レーカー（Rekha、1954年10月10日 - ）は、インドのヒンディー語映画で活動する女優。インド映画界で最も優れた女優の一人に挙げられ、180本以上の映画に出演して国家映画賞、フィルムフェア賞など多くの映画賞を受賞しているほか、2010年にはパドマ・シュリー勲章を授与されている。商業映画からアート映画まで幅広いジャンルに出演し、力強い女性や複雑な感情を持つ女性など様々なキャラクターを演じており、低迷期を乗り越えて映画界での地位を確立した。また、2012年から2018年にかけて連邦上院議員を務めた。

## 生い立ち

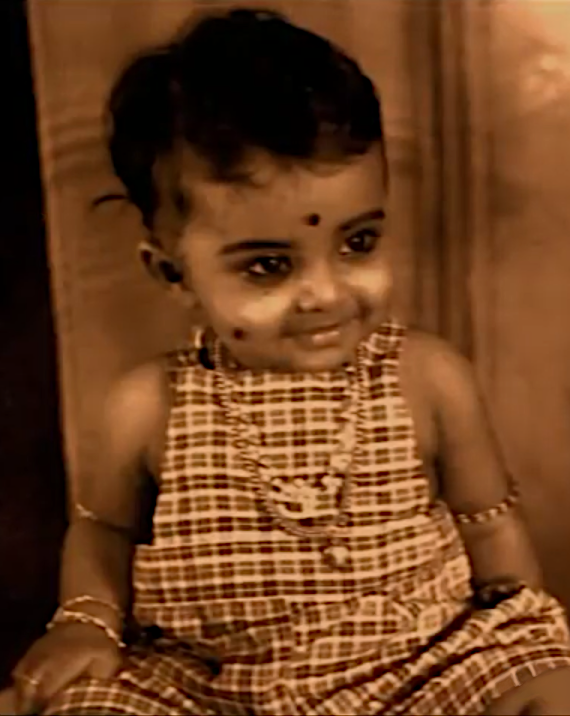
幼少期のレーカー

1954年10月10日、ジェミニ・ガネーサンとプシュパヴァッリの娘としてマドラスで生まれ、「バーヌレーカー・ガネーサン（Bhanurekha Ganesan）」と名付けられたが、父母は未婚の状態だった。父ジェミニ・ガネーサンはT・R・アラメルと結婚しており、異母兄姉としてレーヴァティ・スワーミナーダン（放射線腫瘍医師）、カマラ・セルヴァラージ（産婦人科医）、ナーラーヤニ・ガネーサン（『ザ・タイムズ・オブ・インディア』の記者）、ジャヤー・シュリーダル（医師）がいるほか、サヴィトリを母とする異母兄姉ヴィジャヤ・チャムンデシュワーリー、サティーシュ・クマーリーがいる。また、プシュパヴァッリも弁護士I・V・ランガチャーリーと結婚しており、異父兄弟のバブジとラーマがいる。このほか、ジェミニ・ガネーサンとプシュパヴァッリとの間に生まれた妹ラーダーがいる。従兄姉にはナーガプラサードとシューバがおり、ヴェーダンタム・ラーガヴァイヤは伯父に当たる。レーカーはタミル人（ジェミニ・ガネーサン）とテルグ人（プシュパヴァッリ）の娘として生まれ、テルグ語を母語としているが、「家では英語で会話していたので、テルグ語はほとんど使っていませんでした」と語っている。このほかにタミル語とヒンディー語にも堪能である。これらの家族環境について、レーカーは1970年代半ばまで明かすことはなかった。
幼少期は父ジェミニ・ガネーサンが彼女を娘として認知せず、養育費の支払いを拒否していたことから険悪な関係だったという。父との険悪な関係が続く中、母プシュパヴァッリはマドラス出身の撮影監督K・プラカーシュと結婚して「K・プシュパヴァッリ」と改名した。プシュパヴァッリは彼との間に2人の子供ダナラクシュミ（テージ・サプルーの妻）、セシュ（ダンサー、1991年5月21日死去）をもうけている。彼女が女優として多忙だったこともあり、幼少期のレーカーは祖母の家で過ごすことが多く、シミ・ガレワルとの対談の中で、ジェミニ・ガネーサンについて「父は私の存在に気付いてなかったのでしょう」と語っている一方、「母から父のことをよく聞かされていたので、一緒に暮らしたことはないですが、父の存在を身近に感じていました」とも語っている。1991年に母プシュパヴァッリと死別し、その5年後には父との関係は改善し、これについてジェミニ・ガネーサンは『シネ・ブリッツ』からの取材に対して「レーカーと私はとても仲がいいんだ。私たちは本当に仲がいいんだよ」と語っている。その後、2005年にジェミニ・ガネーサンとも死別している。
1歳の時に伯父ヴェーダンタム・ラーガヴァイヤが製作した『Inti Guttu』に出演し、興行的な成功を収めている。3歳から幼稚園に通い始め、成長後はマドラスの修道院学校に通い、9歳から10歳のころに学校で異母妹ナーラーヤニと出会ったという。彼女は孤独な学校時代を過ごし、小児肥満症に悩まされていたといい、1990年に『イラストレイテッド・ウィークリー・オブ・インディア』の取材を受けた際に「学校で一番太った子供でした」と語っており、ダンスやスポーツを好んでいたが体重の問題で授業には参加できなかったため、同級生からは「ロッタ（ろくでなし）」と呼ばれ虐めを受けていた。また、彼女は神と運命を「熱心に信仰」していたこともあり、在学中は学校のチャペルで過ごすことが多かった。1966年には『Rangula Ratnam』で母プシュパヴァッリと妹ラーダーと共演し、観客から好評を博した。
伝記作家ヤーセル・ウスマーンによると、1968年にレーカーは一家が経済的に困窮した際、母プシュパヴァッリから女優の道に進むように頼まれたという。客室乗務員を夢見ていたレーカーは女優には関心がなかったものの、13歳から14歳のころに学校を中退して女優の道に進むことになったが、彼女は学校に卒業まで在籍しなかったことを後悔していたという。

## キャリア

### 女優

#### 1968年 - 1970年
1968年、ナイロビを拠点に活動する実業家クルジート・パルは、自身が手掛ける『Anjana Safar』（『ソロモン王の洞窟』の映画化作品）に起用する新人女優を探すためジェミニ・スタジオを訪れ、レーカーをヴァリシュリに次ぐ第2ヒロインに起用した。クルジート・パルはプシュパヴァッリの自宅を訪れ、スクリーン・テストを受けさせるためにレーカーにヒンディー語の文章を口述筆記させ、さらにラテン文字で転写させたうえで、その文章を暗記するように指示した。彼女は完璧に文章を暗記し、パルは彼女のネイティブを思わせる流暢なヒンディー語の発声に感銘を受けたという。その後、レーカーはクルジート・パルの兄シャトルジート・パルと5年間の契約を結び、4本の映画に出演した。
1969年にボンベイに移住し、ジュフーにあるホテル・アジャンタの一室を生活の拠点にし、部屋の賃料はクルジート・パルが負担した。同年にメディア向けに女優デビューを発表し、ラージクマール主演のカンナダ語映画『Operation Jackpot Nalli C.I.D 999』で女優デビューし、興行的な成功を収めた。また、『Anjana Safar』では父の指示でアフリカに秘宝探しの旅に出かける女性を演じ、報酬として2万5000ルピーを受け取ったという。このころ、母プシュパヴァッリが病床に伏していたため、レーカーは叔母に連れられてメーブーブ・スタジオの撮影に参加していた。『Anjana Safar』では主演のビシュワジート・チャタルジーのキスシーンが描かれ物議を醸し、監督のラージャー・ナワテは自然な姿を描写するため、レーカーにキスシーンを撮影することは知らせていなかったという。後年、レーカーはキスシーンを事前に知らされなかったことについて「騙された」と不満を口にしている。同作は検閲上の問題で公開が1979年にずれ込み、『Do Shikaari』にタイトルが変更されて公開された。このキスシーンはアジア版『ライフ』の1970年4月号の表紙を飾り、これをきっかけにアメリカ人ジャーナリストのジェームズ・シェパードがレーカーに取材を申し込み、彼女はキャリアの向上とキスシーンへの不満を表明するために取材を受け入れたという。最終的に『Do Shikaari』の興行成績は失敗に終わっている。
ボンベイに移住して間もなく、レーカーはモーハン・セーガルとの間で『Sawan Bhadon』の出演契約を結び、10月11日から撮影に参加した。同作ではナヴィン・ニスコール演じる青年との結婚を両親に反対される村娘チャンダを演じ、セーガルの指示でカツラを着用することになったが、着用に際して髪の毛をすべて剃ることを余儀なくされた。また、ヒンディー語に不慣れだったレーカーは撮影スタッフから、南インド出身であることを理由に見下されていたという。『Sawan Bhadon』は1970年9月に公開され、興行的な成功を収めている。また、批評家からは外見を酷評されたものの、彼女のコミカルな演技は高く評価されており、マノージュ・ダースは「レーカーとの共演シーンすべてにおいて、ニスコールの顔には気恥ずかしさの感情が現れていた」と指摘しており、『フィルム・ワールド』は同作の成功が彼女のキャリアにとって大きな躍進に繋がったと批評している。同年にはK・プラテャーガトマの『Amma Kosam』に出演し、レーカーは同作を母プシュパヴァッリに捧げている。

#### 1971年 - 1977年
その後、レーカーは数本の企画からオファーを受けたが「グラマーガール」としての役柄が大半で、演技力を求められるような役柄はなかった。また、1970年代は年間平均で10本の映画に出演するなど多忙な時期だったが、出演作の大半がポットボイラーと見なされるような作品だったため、役柄や批評的な面で彼女の女優としてのキャリアの向上に繋がることはなかったという。『Raampur Ka Lakshman』『Kahani Kismat Ki』『Pran Jaye Per Vachan Na Jaye』など成功を収めた作品もあったものの、彼女の演技は高い評価を得られなかった。これについてテージャシュウィニー・ガンティは「彼女の黒い肌、豊満な体型、派手な服装は、映画界や社会における美の規範に著しく反していた。業界人は、そんな彼女の成功に驚いたものだ」と記している。1975年に出演した戦争映画『Aakraman』ではラケシュ・ローシャン演じるスニール・メーヘラー中尉の妻シータール役を演じたが、クッラトゥルアイン・ハイダルからは型通りの役柄を批判され、「ただ派手な衣装をみせびらかすだけの役」と酷評された。また、フードラムを題材としたランディール・カプールの『Dharam Karam』ではラージ・カプールと共演したが、批評家からは「全キャストの中で、レーカーの役が最も哀れなものだった」と批評されている。この年の出演作で興行的な成功を収めたのは『Dharmatma』のみであり、フェローズ・カーン演じる主人公の幼馴染アヌー役を演じた。このほか、『Kabeela』に出演した際には、批評家ゴータム・クンドゥから「彼女は脚本が許す限り、目立たぬ存在でいることに成功したようだ」と批評されている。
レーカーは、この時期に自分に向けられた意見が、外見の改善と出演作を厳選する契機になったと振り返っており、そのころの心境について「私は顔色が黒く、南インド系の容姿をしていたため、"ヒンディー語映画界の醜いアヒルの子"と呼ばれていました。そのころ、当時の主演女優たちと比較されることも多く、"彼女たちには到底叶わない"と言われるたびに深く傷つきました。だからこそ、私は実力で成功を収めようと決意したのです」と語っている。彼女の肉体改造の試みは1970年代半ばから始まり、メイクアップや服装に気を配るようにしたほか、3か月間かけて演技トレーニングを行い、ヒンディー語の会話スキルを磨いたという。また、減量のために栄養価の高い食事を摂るなど食生活を改善し、規則正しい生活を心がけ、ヨーガも実践している。ハーリド・モハメドによると、彼女の努力の結果「観客は彼女の演技スタイルだけでなく、スクリーンでのパーソナリティにも急激の変化が見られたことに大きな驚きを感じた」という。これ以降、レーカーは出演作を厳選するようになった。
1976年は『Do Anjaane』に出演してアミターブ・バッチャンと夫婦役を演じ、これ以降多くの映画でコンビを組むことになった。撮影は1か月間かけてカルカッタで行われ、撮影期間中はキャスト・スタッフと共にグランド・ホテルに滞在していた。同作はニハール・ランジャン・グプタの小説『Ratrir Yatri』を原作としており、観客と批評家から好意的な評価を得ている。『フィルム・ワールド』によると、同作の成功を契機にレーカーはヒンディー語映画を代表する主演女優として認知され、これ以降多くの映画製作者から出演を熱望されるようになったという。また、レーカーは「アミターブ・バッチャンの前に立つのは難しかった」と振り返っており、彼のパートナー役を演じると聞かされた際には「本当の話なのか疑っていた」という。彼女はアミターブ・バッチャンが自身のキャリアにおける「劇的な変化」に大きく貢献した人物であり、成人後の自分に大きな影響を与えた人物に挙げている。1977年に出演した『Khoon Pasina』は年間興行成績第6位にランクインするヒット作となり、『Aap Ki Khatir』ではヴィノード・カンナーやナディラと共演し、多くの映画ジャーナリスト協会賞を受賞した。ヴィジャイ・ローカパリーは「同作の役柄はレーカーにとって挑戦的なものであり、ヴィノード・カンナーとの相性は抜群だった」と批評し、『リンク』は映画の社会的テーマについて評価している。『Immaan Dharam』では批評家の評価は分かれたが、『フィルム・ワールド』からは主演女優賞を授与された。同作ではシャシ・カプール演じる泥棒モーハン・クマール＝サクセーナーに恋するタミル人労働者ドゥルガーを演じ、『シネ・ブリッツ』から演技を絶賛されている。

#### 1978年 - 1989年
1978年に出演した『Ghar』ではレイプ被害者の役を演じ、これがレーカーのキャリアにとっての転機となった。彼女が演じたアールティは集団レイプの被害を受けて心に大きな傷を負った新婚女性であり、ヴィノード・メーヘラー演じる夫の助けを借りながらレイプ被害の苦痛とトラウマに向き合う姿が描かれている。同作は彼女にとって最初のマイルストーン作品に位置付けられており、観客と批評家から演技を絶賛された。彼女の演技について、ディネーシュ・ラヘジャは「『Ghar』は円熟したレーカーの登場を告げる作品となった。彼女の典型的な陽気さは、極めて現実的な描写に取って代わられたのだ」と批評しており、同作でフィルムフェア賞 主演女優賞に初めてノミネートされた。同年10月に出演した『Muqaddar Ka Sikandar』は同年公開のヒンディー語映画の中で最大のヒットを記録し、批評家からの評価も好評だった。また、同作ではフィルムフェア賞 助演女優賞にもノミネートされている。この時期には『Karmayogi』に出演している。この時期についてレーカーは「自分探しの時期だった」と回想しているほか、アミターブ・バッチャンとの熱愛説が流布していた時期でもあった。映画製作者は熱愛説を利用して2人の共演を大々的に宣伝し、1979年には『Mr. Natwarlal』『Suhaag』などのヒット作を製作していった。カルカッタを舞台とした『Mr. Natwarlal』では村の純朴な女性シャンヌーを演じて好評を博し、宮廷女官を演じた『Suhaag』では年間興行成績第1位にランクインしている。
その後の2年間でレーカーはさらに大きな成功を収めた。1980年はリシケーシュ・ムカルジーの『Khubsoorat』に出演してマンジュ・ダヤル役を演じたが、これはレーカーのために作られた特別な役柄だった。彼女はマンジュ・ダヤルの快活なキャラクター描写を「自分にとても似ている」として共感していたという。彼女の演技は批評家から高い評価を得ており、『トリビューン』は「彼女の快活な演技が、映画に自然な活気を与えた」と批評している。また、映画も興行的な成功を収めたほか、フィルムフェア賞の作品賞と主演女優賞を受賞している。このほか、『Maang Bharo Sajana』『Judaai』『Saajan Ki Saheli』でも批評家から高い評価を得ている。1981年に『Silsila』でアミターブ・バッチャンと共演すると、2人の熱愛説の報道は頂点に達した。同作は熱愛説を色濃く反映し、共演作の中で最もスキャンダラスな作品になっており、レーカーはアミターブ・バッチャン演じるアミットの恋人役を演じ、彼の妻ジャヤー・バッチャンがアミットの妻役で出演している。映画は1980年から1981年にかけて秘密裏に撮影され、監督のヤシュ・チョープラーは撮影現場へのマスコミの立ち入りを禁止したという。同作はマスコミから「キャスティング・クーデター」と称され、これがレーカーにとってアミターブ・バッチャンとの最後の共演作となった。しかし、『Silsila』は興行的・批評的に失敗し、ヤシュ・チョープラーは原因として観客の関心が2人の関係に集中したため、プロットへの関心が薄まったことを挙げている。この年は『Baseraa』『Ek Hi Bhool』にも出演し、両作とも興行的な成功を収めている。『Jeevan Dhaara』では大家族の唯一の稼ぎ手である未婚女性サンギータ役を演じ、フィルムフェア賞主演女優賞にノミネートされている。
このころからレーカーは活躍の幅を広げるためパラレル映画に進出し、『Kalyug』『踊り子』『Vijeta』『Utsav』『Ijaazat』などに出演した。ミルザ・ハーディー・ルスワの小説『Umrao Jaan Ada』を原作とした『踊り子』では1840年代のラクナウを舞台に詩人・娼婦の役を演じ、潤沢な製作費が投じられている。同作は誘拐されて売春宿に売り飛ばされた少女アミランが、恋愛など多くの苦悩の中で幸福を求める高級娼婦ウムラーオに成長していく姿を描いている。出演に際し、レーカーはヒンディー語を理解できないままキャリアをスタートさせた過去を反面教師にして、ウルドゥー語の細かなニュアンスを学んでいる。その結果、彼女の演技は批評家から絶賛され、『踊り子』はキャリアの中でも最高傑作の一つに挙げられている。彼女は国家映画賞 主演女優賞を受賞し、フィルムフェア賞主演女優賞にノミネートされたほか、『フィルムフェア』は彼女の演技を「ボリウッド史上最も象徴的な演技」の一つに挙げている。また、レーカー自身も『踊り子』を「キャリアの転機になった作品」と語っている。同年はシャーム・ベネガルの『Kalyug』にも出演した。同作は『マハーバーラタ』を現代の企業間対立の物語として描いた翻案作品であり、レーカーはドラウパディーに相当するキャラクターを演じている。彼女を起用した理由について、シャーム・ベネガルは『Khubsoorat』出演時の演技に感銘を受けたほか、彼女が「非常に熱心に、そして、とても仕事に対して真剣だったため」と語っている。彼女の演技について、ヴィジャイ・ナーヤルは「現代のドラウパディーとして、見事な解釈を見せている」と批評し、マドゥ・トレハンは「知性と強さ、そして義弟へのかろうじて抑え込まれた思慕の念を持った女性を完璧に演じ切った」と絶賛している。
1982年に出演した『Vijeta』では夫婦間の問題に悩まされながらインド空軍のパイロットを目指す息子を支える母親ニーリマを演じ、この役はレーカーにとって、お気に入りのキャラクターの一人になっているという。1984年にはシュードラカのサンスクリット演劇『ムリッチャカティカー』を原作としたギリーシュ・カルナードの『Utsav』に出演して高級娼婦ヴァサンタセーナーを演じ、ベンガル映画ジャーナリスト協会賞 ヒンディー語映画部門主演女優賞を受賞した。同作ではレーカーの官能的なシーンが話題を集めたが、これについてレーカーは「当時の新人女優たちに対抗するために演じていた」と語っている。『Utsav』の脚本や演出の評価は大きく二分されたが、レーカーの演技や衣装については高い評価を得ている。レーカーについて『アジアウィーク』は「ただ華やかなジュエリーを身に着けていただけ」と酷評し、一方でマイティリ・ラーオは「古代ヒンドゥー・インドでも19世紀のムスリム・ラクナウが舞台であっても、レーカーはどんな時でも娼婦役の第一候補であり、彼女はまるで彫像のように官能的だ」と絶賛している。1987年に出演したグルザールの『Ijaazat』ではナシールッディーン・シャーと共演し、離婚した夫婦が偶然再会し、2人の夫婦生活と離婚にいたる経緯が描かれている。
レーカーはヒロイン主導のリベンジ映画黎明期に活躍した女優の一人であり、1988年にラケシュ・ローシャンが製作した『Khoon Bhari Maang』が最初の出演作である。同作はレーカーをイメージして製作された作品で、彼女は富裕な未亡人アールティ・サクセーナー役を演じており、2番目の夫による殺人未遂を生き延びた彼女が正体を隠しながら復讐を果たす姿が描かれた。レーカーはフィルムフェア賞主演女優賞を受賞し、同作について「私が初めて、そして唯一集中して理解に努めた作品」と語っている。また、『ザ・トリビューン』のM・L・ダワンは「『Khoon Bhari Maang』は不死鳥のように復活し、向こう見ずで大胆な演技で観客を魅了したレーカーの栄冠のような作品」と批評し、『Encyclopædia Britannica's Encyclopædia of Hindi Cinema』では彼女の演技をインド映画史に残る演技の一つに挙げており、「それまでの寛容な妻という認識から、復讐の天使に妻たちを変えさせた」と記している。このほか、『スクリーン』の「ヒンディー語映画のヒロインに誇りを与えた記憶するべき役柄トップ10」にも選出されている。後年、『ボリウッド・ハンガマ』の取材に応じたレーカーは、『Khoon Bhari Maang』でフィルムフェア賞主演女優賞を受賞したことについて、若手女優に押され気味で映画界から遠ざかっていた自分に安心と自信を与えてくれたと振り返っており、「映画界からの万雷の拍手が私を奮い立たせ、業界に必要とされていることに気付かせてくれました。そして、これが私の天職であり、演技を通して多くの人々の人生を変えるために生まれてきたのだという確信を持つようになり、より全力を尽くさなければならないという気持ちが強まったのです」と語っている。

#### 1990年 - 1999年

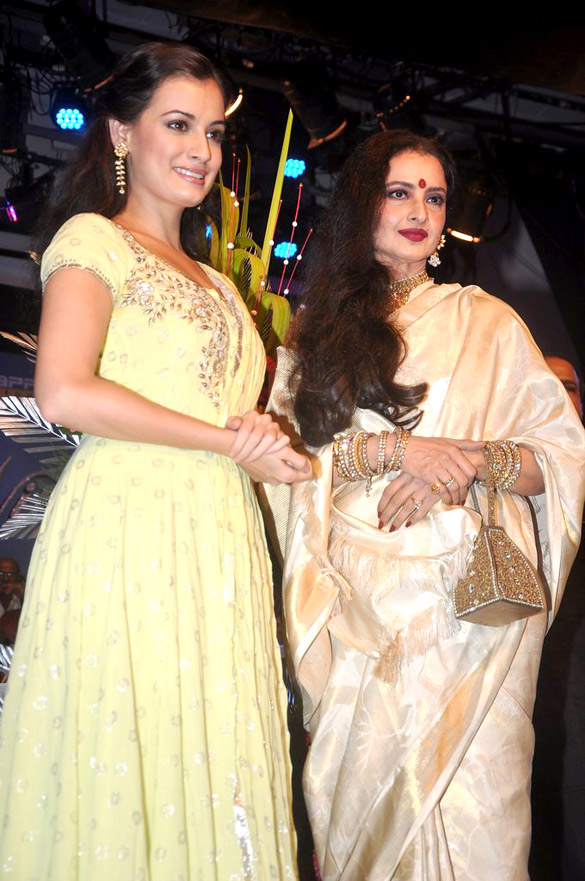
ディア・ミルザとレーカー（2012年）

1990年代に入るとレーカーの人気は低迷し、出演作の興行成績は伸び悩み、批評家からも酷評されることが多くなった。その一方、彼らは若手女優の台頭によって同世代のヘマ・マリニやラーキー・グルザールが母親役や叔母役といった役柄に転身して第一線を退く中、レーカーだけが主演女優として第一線に留まり続けていたことを評価している。1990年は『Sheshnaag』『Mera Pati Sirf Mera Hai』『Azaad Desh Ke Gulam』『Amiri Garibi』に出演したものの、いずれも世間の注目を集めることはなかった。この時期、レーカーは夫の自殺と、それに伴うマスコミからのバッシングに曝されていたが、1991年に出演した『Phool Bane Angaray』で夫を殺された復讐を果たすために警察官の道に進む未亡人ナムラタ・シンを演じて興行的な成功を収めている。同作でフィルムフェア賞主演女優賞にノミネートされ、スバーシュ・K・ジャーは「カーキ色が、これほどセクシーに映ったことは今までなかった」と彼女の演技を称賛し、『インディアン・エクスプレス』からも「彼女は馬に乗り、剣を振るい、まさにタイトル通りプール（花）として活躍し、アンガーリー（燃え盛る石炭）となる」と批評された。『Khoon Bhari Maang』『Phool Bane Angaray』が成功した後、数人の映画製作者から同系統の企画に起用され「Insaaf Ki Devi』『Ab Insaf Hoga』『Udaan』に出演したものの、いずれも興行成績は芳しくなかった。1993年には『Geetanjali』でジーテンドラと共演して双子の姉妹役を演じ、興行的に失敗した『Madam X』では裏社会のドンに成り済ますために警察に雇われた女性ソーヌー・アンジャリ役を演じている。
1990年代後半には『カーマ・スートラ/愛の教科書』『Khiladiyon Ka Khiladi』など社会的な論争を巻き起こした作品に多く出演した。ミーラー・ナーイルが手掛けた『カーマ・スートラ/愛の教科書』は『カーマ・スートラ』を題材にしたエロティック・ドラマ映画で、多くの人々は同作に出演することでレーカーのキャリアに傷がつくことを危惧したが、『バラエティ』のトッド・マッカーシーは彼女の演技を高く評価している。一方、ウメーシュ・メーヘラーが手掛けた『Khiladiyon Ka Khiladi』は興行的な成功を収め、アメリカで非合法なプロレスを主催するギャングのマダム・マヤ役を演じ、アクシャイ・クマールと共演した。同作で初めて悪役を演じたレーカーの演技は高く評価され、フィルムフェア賞助演女優賞やスター・スクリーン・アワード 悪役賞を受賞したものの、彼女自身はマダム・マヤを「好きな役ではなかった」と語っており、自身の演技について「個人的な演技の水準に達していなかった」と振り返っている。1997年にはバース・バッタチャーリヤの遺作となった『Aastha: In the Prison of Spring』で安定した暮らしを送る中で娼婦に身を堕とす主婦マンシー役を演じ、その役柄と露骨なラブシーンについて観客や批評家から批判を浴びた。これについてレーカーは「いろんな人が私の役柄について言っていましたけど、どんな役を演じても問題ありません。私は、どんな役を演じても正しく評価されるステージに達したのです。母親でも義理の姉妹でも、悪役でもポジティブな役でも、センセーショナルな役でも、何でも構わないのです」と反論している。同作ではスター・スクリーン・アワード 主演女優賞にノミネートされ、『インディア・トゥデイ』からは「ここ数年で最高の演技だった」と批評されている。このほかに『Qila』『Mother』にも出演している。

#### 2000年 - 現在
2000年はT・ラーマ・ラオの『Bulandi』に出演し、2001年には『Zubeidaa』でカリシュマ・カプール、マノージュ・バージペーイーと共演した。また、実際に起きたレイプ事件を題材にしたラージクマール・サントーシの『Lajja』では第三章に出演し、不可触民の村に暮らす社会活動家で、ギャングからのレイプ被害を受ける女性ラームドゥラリ役を演じた。レーカーは同作について「私はラッジャであり、ラッジャは私である」と語っている。彼女はフィルムフェア賞助演女優賞や国際インド映画アカデミー賞 助演女優賞にノミネートされ、タラン・アダルシュは「栄光を手にしたのはレーカーであり、近年のインド映画で最も素晴らしい演技を見せた」と批評している。2003年はラケシュ・ローシャンの『君を探してた』では彼の息子リティク・ローシャンと共演し、発達障害の息子ローヒトと暮らすシングルマザーのソニア役を演じた。同作は興行的な成功を収め、批評家からも高い評価を得ている。ハーリド・モハメドは彼女の演技を「抜け目なく抑制された演技」と称賛し、レーカーはフィルムフェア賞助演女優賞にノミネートされた。
2005年には『Parineeta』の挿入曲「Kaisi Paheli Zindagaani」のシーンにゲスト出演し、『Bachke Rehna Re Baba』では姪と共謀して男から財産を奪おうとする詐欺師役を演じたが、興行成績は芳しくなかった。レーカーについて『ミッド・デイ』は、「レーカーは、何故こんな映画に出演しようと思ったのか不思議でならない。酷い台詞回しとケバケバしいメイクアップ、そして下品なスタイリングにまみれている」と酷評している。2006年は4人の女友達の悩みを描いた『Kudiyon Ka Hai Zamana』に出演したが、批評家からは「レーカーのあまりにも低レベルな演技は、二度と映画に出演する気がないのではないかと感じさせるほどだ」と酷評された。また、『デイリー・ニュース&アナライシス』は「『Bachke Rehna Re Baba』や『Kudiyon Ka Hai Zamana』のような出演作が1本でも増えれば、彼女のキャリアは深刻な危機に直面することだろう」と指摘している。2006年は『君を探してた』の続編『クリッシュ 仮面のヒーロー』に出演し、息子ローヒトの死後に孫クリッシュを育てるソニア役を演じている。同作は興行的な成功を収め、年間興行成績第2位にランクインするヒット作となった。レーカーの演技も高く評価され、フィルムフェア賞助演女優賞にノミネートされたほか、『バラエティ』のロニー・シャイブからは「育ての祖母という役柄に深みを与えている」と批評されている。
2007年はゴータム・ゴースの『Yatra』で娼婦を演じたが、興行成績は芳しくなかった。2010年にはシャトルガン・シンハーの息子ルヴ・シンハーの俳優デビュー作『Sadiyaan』に出演したが、こちらも興行的に失敗している。2014年は『Fitoor』に出演予定だったが降板し、彼女に代わりタッブーが出演している。この年は『Super Nani』でランディール・カプールやシャルマン・ジョーシーと共演し、夫や子供たちに煙たがられる祖母バールティを演じた。2015年はR・バールキの『Shamitabh』に本人役でカメオ出演している。

### 政治家
2012年に連邦上院議員に就任した。これは長年にわたる芸術分野での貢献を認められ、インド首相マンモハン・シンの推薦を受けてインド大統領プラティバ・パティルから指名を受けたものであり、同年4月27日から2018年4月26日まで任期を務めた。任期中は消費者問題・食品・公共流通委員会に所属していたが、ほかの推薦枠議員と同様に委員会への出席率は低く、議会への登院もほとんどなかったため、政治家としては批判を受けることが多かった。これについては選挙で当選した議員から「推薦枠議員には積極的な登院は義務付けられておらず、その地位を活かす形で貢献することが求められている」と擁護する意見が出ている。

## 私生活

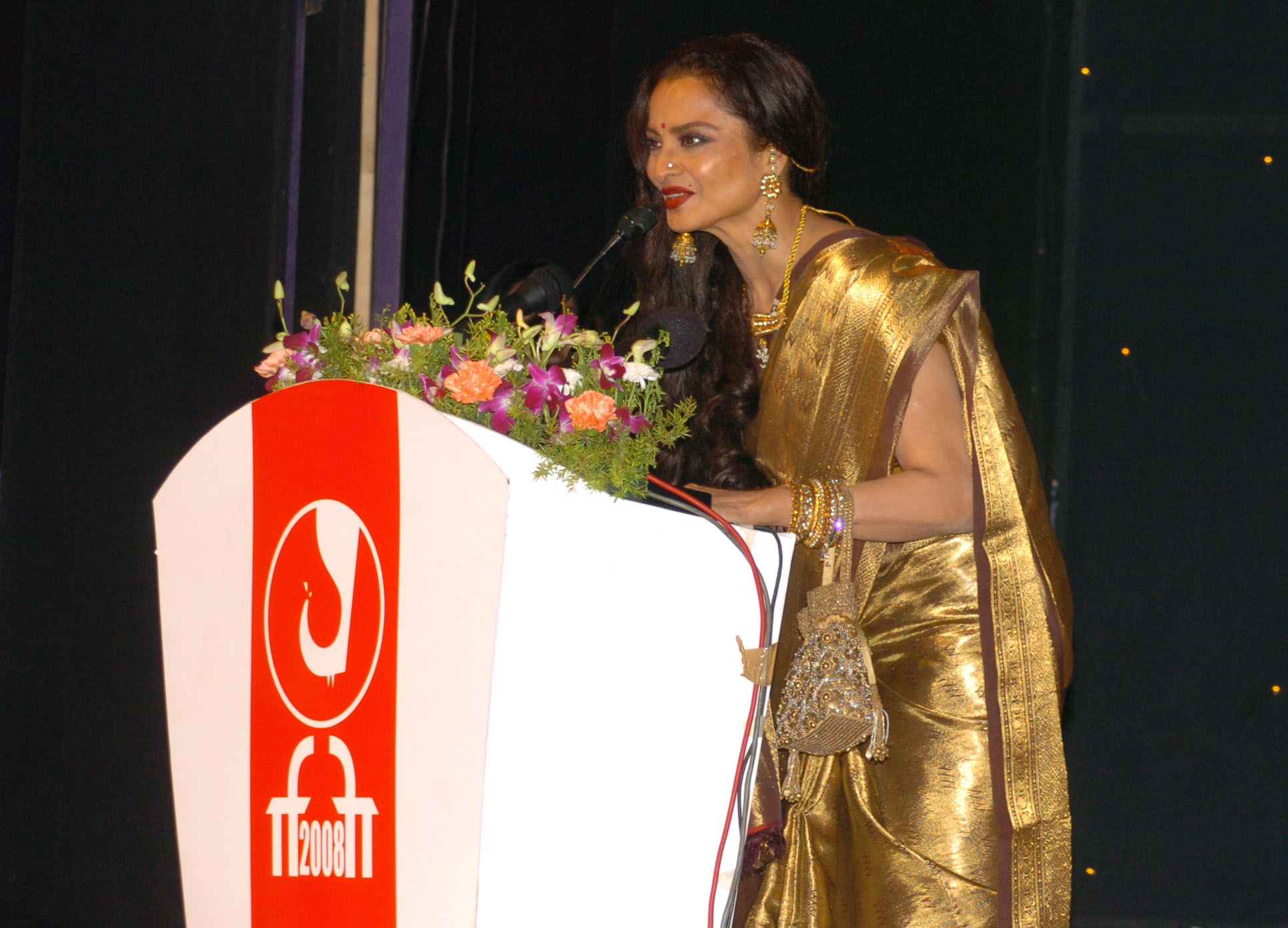
第39回インド国際映画祭開幕式に出席するレーカー（2008年）

1973年にヴィノード・メーヘラーとの結婚が噂されたが、2004年にシミ・ガレワルと対談した際に噂を否定し、彼については「応援してくれる人」と発言している。このほか、『Do Anjaane』『Silsila』で共演したアミターブ・バッチャンとの交際も噂された。
1990年にデリーでキッチン用品ブランド「ホットライン」を展開する実業家ムケーシュ・アグルワールと結婚した。彼は長年にわたり鬱病を患っており、レーカーが事実を知ったのは結婚してからだった。2人は共通の友人であるファッションデザイナーのビナ・ラーマーニの紹介で知り合い、アグルワールは周囲から「レーカーのクレイジーなファン」と呼ばれていたという。2人が結婚したのは3月4日だったが、数か月後、レーカーがロンドンを訪れている間にアグルワールは「誰も責めないでくれ」とメモを残し、数回にわたり自殺未遂を繰り返した末に死去している。夫との間に子供はなかった。アグルワールの死後、レーカーはマスコミから執拗な取材攻勢を受け、あるジャーナリストは「彼女にとって最も深い谷の時期」と評している。また、バーワナ・ソマーヤは「アグルワールの自殺の件でレーカーは強い批判の声に曝された。ある者は彼女を魔女と呼び、ある者は殺人者と呼んだ。しかし、彼女は再び無傷でエクリプスを脱したのだ」と語っている。

## 評価

### 人物評
映画界におけるレーカーの地位は、年齢による身体的変化やスクリーン・ペルソナ、演技などの面から様々な論評が行われている。『トリビューン』のムケーシュ・コースラーは「『Saawan Bhadon』の可愛らしい村の少女役から、インド映画界に君臨する大女優の一人に変身したことに感銘を受けた」と批評し 、『ヒンドゥスタン・タイムズ』はレーカーの減量を伴う肉体的変化を「映画と実生活の両方において、最も劇的な変化の一つだ。彼女は太った暗い普通の少女から、グラマラスで美しい謎めいた女性に変身したのだ」と批評している。多くの批評家はレーカーがヒンディー語の習得と演技力を向上させるために努力してきたことを評価し、1970年代には身体的変化の成果を「ふくよかなアヒルの子から白鳥に変身した」と評している。これについてレーカーはヨーガの実践や栄養価の高い食事の摂取、規則正しい生活習慣の実践を挙げており、1983年にはこの体験を記した著書『Rekha's Mind and Body Temple』を出版したほか、自身を「卵乳菜食主義者」と称している。また、『デカン・ヘラルド』のオマール・クレーシーは「インドにおけるディーヴァという言葉は、レーカーのために用意された言葉だ」と語っている。このほか、『カーマ・スートラ/愛の教科書』の監督ミーラー・ナーイルは彼女をジャミニ・ロイの絵画に例えて「マリリン・モンローがセックスの代名詞であるように、レーカーはカリスマの代名詞である」と論評し、サンジャイ・リーラー・バンサーリーはレーカーを「最後の偉大なスターの一人」と称している。
レーカーは演技力の高さから、ヒンディー語映画で最も優れた女優の一人に挙げられている。『フィルムフェア』は「演技スタイル、セクシーさ、あるいはスクリーン上の存在感という点において、彼女は比類なき存在だ。彼女は奔放な誠実さ、激しさと荒々しさを持つ演者であり、その演技には小細工が存在しない」と批評し、ハーリド・モハメドは「彼女はどの程度に技術を提供するべきかを熟知している。彼女は監督として必要な技術をすべて持っているが、演技のコントロールについては一種の弱さになっている。彼女は演技中、いつも探求している」と批評している。また、シャーム・ベネガルは彼女を「監督のための女優」と評しており、『トリビューン』のM・L・ダワンは「『Ghar』『Khubsoorat』で開花したレーカーの才能は、『踊り子』で最盛期を迎えた。彼女は悲劇的な娼婦として質の高い芸術的な演技を見せ、そのハスキーで物憂げな台詞回しは大いに称賛された」と批評している。2010年には『フィルムフェア』の「アイコニックな演技ベスト80」に『Khubsoorat』『踊り子』の演技が選出され、『フォーブス・インディア』の「インド映画の最も偉大な演技ベスト25」では『踊り子』の演技が選出されている。2011年には『Rediff.com』の「最も偉大なインド女優」で第9位にランクインし、「レーカーの女優としての長命さと自己変革能力には驚くほかない……彼女は男の仕事を引き受けて見事にこなし、一流の俳優たちと互角に渡り合い、埋没することなく人々に記憶されている」と批評したほか、2023年には『インディア・トゥデイ』のラジーヴ・マサンドも彼女を同様に評価している。
彼女のパブリック・イメージは女優としての高い評価と、私生活における謎めいた人間性に二分されている。人目を避ける傾向が強いレーカーはメディアから「ミステリアスで引っ込み思案」と評され、その姿勢はグレタ・ガルボと比較されて論評されている。『ヒンドゥスタン・タイムズ』も同様に「彼女の人生は、グレタ・ガルボのような謎に包まれており、興味をそそられる」と論評しており、『Rediff.com』は「レーカーの引っ込み思案な性格は、彼女の周囲にミステリアスなオーラを生み出す一助となっている」と論評している。彼女はメディアの取材に応じることが少なく、またパーティーやイベントなどに出席することもほとんどなく、『デイリー・スター』から自身のミステリアスなイメージについて問われた際には「ミステリアス?そのイメージを作ったのはメディアですよ。私は基本的に内向的で、仕事とプライベートを完全に切り分けているだけです」と語っており、意図して作り出したイメージではなく、メディアが一方的に作り出したものと反論している。また、2003年にレーカーを取材したアヌパマ・チョープラーは、タブロイド紙が彼女を「淫らな男たちと孤独に苛まれた引き籠りがちな女性」と評したことに対して、「彼女は、そのいずれにも当てはまらない。彼女は話好きで好奇心旺盛、何事にもワクワクするタイプでエネルギッシュ。そして、とても明るくて、ほとんど限度を超えるほどの楽天的な女性だ」と反論している。1999年にモーハン・ディープが彼女の伝記『Eurekha!』を出版しており、2016年にはヤーセル・ウスマーンが『Rekha: The Untold Story』を出版している。

### 受賞歴
| 年                               | 部門                                 | 作品                                | 結果       | 出典            |
| 栄典                             | 栄典                                 | 栄典                                | 栄典       | 栄典            |
| -------------------------------- | ------------------------------------ | ----------------------------------- | ---------- | --------------- |
| 2010年                           | パドマ・シュリー勲章                 | N/A                                 | 受賞       | [ 204 ]         |
| 国家映画賞                       |                                      |                                     |            |                 |
| 1982年                           | 主演女優賞                           | 『踊り子』                          | 受賞       | [ 116 ]         |
| フィルムフェア賞                 |                                      |                                     |            |                 |
| 1979年                           | 主演女優賞                           | 『Ghar』                            | ノミネート | [ 205 ] [ 206 ] |
| 1979年                           | 助演女優賞                           | 『Muqaddar Ka Sikandar』            | ノミネート | [ 205 ] [ 206 ] |
| 1981年                           | 主演女優賞                           | 『Judaai』                          | ノミネート | [ 205 ] [ 206 ] |
| 1981年                           | 主演女優賞                           | 『Khubsoorat』                      | 受賞       | [ 205 ] [ 206 ] |
| 1982年                           | 主演女優賞                           | 『踊り子』                          | ノミネート | [ 205 ] [ 206 ] |
| 1983年                           | 主演女優賞                           | 『Jeevan Dhaara』                   | ノミネート | [ 205 ] [ 206 ] |
| 1984年                           | 助演女優賞                           | 『Mujhe Insaaf Chahiye』            | ノミネート | [ 205 ] [ 206 ] |
| 1989年                           | 主演女優賞                           | 『Khoon Bhari Maang』               | 受賞       | [ 205 ] [ 206 ] |
| 1992年                           | 主演女優賞                           | 『Phool Bane Angaray』              | ノミネート | [ 205 ] [ 206 ] |
| 1997年                           | 助演女優賞                           | 『Khiladiyon Ka Khiladi』           | 受賞       | [ 205 ] [ 206 ] |
| 2002年                           | 助演女優賞                           | 『Lajja』                           | ノミネート | [ 205 ] [ 206 ] |
| 2003年                           | 生涯功労賞                           | N/A                                 | 受賞       | [ 207 ]         |
| 2004年                           | 助演女優賞                           | 『君を探してた』                    | ノミネート | [ 206 ]         |
| 2007年                           | 助演女優賞                           | 『クリッシュ 仮面のヒーロー』       | ノミネート | [ 208 ]         |
| 国際インド映画アカデミー賞       |                                      |                                     |            |                 |
| 2002年                           | 助演女優賞                           | 『Lajja』                           | ノミネート |                 |
| 2003年                           | サムスン・ディーヴァ賞               | N/A                                 | 受賞       | [ 209 ]         |
| 2004年                           | 助演女優賞                           | 『君を探してた』                    | ノミネート |                 |
| 2007年                           | 助演女優賞                           | 『クリッシュ 仮面のヒーロー』       | ノミネート | [ 210 ]         |
| 2012年                           | 生涯功労賞                           | N/A                                 | 受賞       | [ 211 ]         |
| マハーラーシュトラ州映画賞       |                                      |                                     |            |                 |
| 2009年                           | ラージ・カプール生涯功労賞           | N/A                                 | 受賞       | [ 212 ]         |
| アッキネーニ国際財団             |                                      |                                     |            |                 |
| 2019年                           | ANRナショナル・アワード              | N/A                                 | 受賞       | [ 213 ]         |
| ジー・シネ・アワード             |                                      |                                     |            |                 |
| 2002年                           | 助演女優賞                           | 『Lajja』                           | ノミネート | [ 214 ]         |
| 2004年                           | 助演女優賞                           | 『君を探してた』                    | ノミネート | [ 215 ]         |
| 2006年                           | 生涯功労賞                           | N/A                                 | 受賞       | [ 216 ]         |
| 2007年                           | 助演女優賞                           | 『クリッシュ 仮面のヒーロー』       | ノミネート | [ 217 ] [ 218 ] |
| 2007年                           | フォーエバー・ディーヴァ賞           | N/A                                 | 受賞       | [ 217 ] [ 218 ] |
| スター・スクリーン・アワード     |                                      |                                     |            |                 |
| 1997年                           | 悪役賞                               | 『Khiladiyon Ka Khiladi』           | 受賞       |                 |
| 1998年                           | 主演女優賞                           | 『Aastha: In the Prison of Spring』 | ノミネート |                 |
| 2002年                           | 助演女優賞                           | 『Lajja』                           | ノミネート |                 |
| スターダスト・アワード           |                                      |                                     |            |                 |
| 2006年                           | ロールモデル賞                       | N/A                                 | 受賞       | [ 219 ]         |
| 2010年                           | アイコン・オブ・インダストリー賞     | N/A                                 | 受賞       | [ 220 ]         |
| 2012年                           | ロールモデル・オブ・インダストリー賞 | N/A                                 | 受賞       |                 |
| ベンガル映画ジャーナリスト協会賞 |                                      |                                     |            |                 |
| 1985年                           | ヒンディー語映画部門主演女優賞       | 『Utsav』                           | 受賞       | [ 123 ]         |
| ボリウッド映画賞                 |                                      |                                     |            |                 |
| 2002年                           | 助演女優賞                           | 『Lajja』                           | ノミネート |                 |
| 2003年                           | 助演女優賞                           | 『Dil Hai Tumhaara』                | ノミネート |                 |
| 2004年                           | 助演女優賞                           | 『君を探してた』                    | 受賞       |                 |